# LAT TV
LAT TV es un canal de televisión en español de Estados Unidos, propiedad de Latin America Broadcasting con sede en Houston (Texas). 
LAT TV está liderado por Patricia Torres-Burd y su equipo, formado por Roxana Sibrian, Frida Villalobos y Ana Bzdusek.

## Historia
LAT TV inició su emisión el 19 de mayo del 2006 con estaciones de TV en Houston, Austin, Dallas y San Antonio del Estado de Texas, y en Phoenix del Estado de Arizona. 
El 10 de abril del 2007, LAT TV anunció su acuerdo con "Equity Broadcasting" con el que podría emitir desde otras 26 estaciones propiedad de Equity Broadcasting, de forma que desde el 30 de mayo del 2007, la cobertura de LAT TV es de 15 Estados a través de un total de 31 estaciones de TV.

## Programación
El principal contenido es orientación familiar y educativa.
Dentro de la programación, se incluyen noticias ("Noticias LAT TV" cada noche), telenovelas, deportes (principalmente el fútbol y el boxeo), comedias y programación infantil (como Topo Gigio).

## Estaciones de LAT TV
Propiedad de LAT TV
- KCVH-LP canal 30, Houston, Texas (LAT TV flagship station)
- KTBU-LP canal 55, Houston, Texas (LAT TV flagship station)
- KVPA-LP canal 42, Phoenix, Arizona
- KVAT-LP canal 17, Austin, Texas
- KJJM-LP canal 34, Dallas, Texas
- KISA-LP canal 40, San Antonio, Texas

Afiliadas añadidas el 30 de mayo del 2007:
- KRBF-LP canal 59, Fayetteville, Arkansas
- K32GH canal 32, Fort Smith, Arkansas - repitiendo KRBF-LP
- KHBS canal 40, Fort Smith, Arkansas - para ser un subcanal, repitiendo KRBF-LP
- KHUG-LP canal 14, Little Rock, Arkansas
- KWBF, canal 42, Little Rock, Arkansas - para ser un subcanal digital, repeating KHUG-LP
- K20HZ canal 20, Palm Springs, California
- KIMG-LP canal 23, Ventura, California
- WEVU-CA canal 4, Fort Myers, Florida
- W56EJ canal 56, Gainesville, Florida
- W43CE canal 43, Saint Petersburg, Florida
- WSLF-LP canal 35, Port Saint Lucie, Florida
- WYGA-CA canal 55, Atlanta, Georgia
- WUHQ-LP canal 29, Grand Rapids, Míchigan
- WJXF-LP canal 49, Jackson, Misisipi
- KTUW canal 16 (DT), Scottsbluff, Nebraska - para ser un subcanal
- KEGS-LP canal 30, Las Vegas, Nevada
- KRRI-LP canal 25, Reno, Nevada
- K64GJ canal 64, Lawton, Oklahoma
- KUOK-CA canal 11, Oklahoma City, Oklahoma
- KTVC canal 18 (DT), Roseburg, Oregon - para ser un subcanal
- KEAT-LP canal 22, Amarillo, Texas
- KEYU canal 31 (DT), Amarillo, Texas - para ser un subcanal
- KADY-LP canal 34, Sherman, Texas
- KCBU canal 3 (DT), Price, Utah - para ser un subcanal
- KUSE-LP canal 58, Seattle, Washington
- KDEV canal 11 (DT), Cheyenne, Wyoming - para ser un subcanal